# 斯捷爾利塔馬克州
斯捷爾利塔馬克州（俄语：Стерлитама́кская область）是蘇聯俄羅斯蘇維埃聯邦社會主義共和國巴什基爾蘇維埃社會主義自治共和國屬下的一個州。首府斯捷爾利塔馬克。另轄別洛列茨克和伊希姆拜兩市和25縣。
1952年5月29日成立，作為在較大的自治共和國中建州的嘗試，但由於計劃證實失敗，1953年4月30日被撤銷。